# Yorgo (Béré)
Pour les articles homonymes, voir Yorgo.
Yorgo est une commune rurale située dans le département de Béré de la province du Zoundwéogo dans la région du Centre-Sud au Burkina Faso.

## Santé et éducation
Le centre de soins le plus proche de Yorgo est le centre de santé et de promotion sociale (CSPS) de Sidtenga tandis que le centre médical (CMA) le plus proche se trouve à Manga.